# Apšeronskij rajon
L'Apšeronskij rajon (in russo Апшеронский район?) è un rajon del Kraj di Krasnodar, in Russia; il capoluogo è Apšeronsk.